# Émile Mbouh
Émile Mbouh   (Douala, 30 de maig de 1966) és un exfutbolista camerunès de la dècada de 1990.
Fou internacional amb la selecció de futbol del Camerun amb la qual participà en la Copa del Món de futbol de 1990 i 1994.
Pel que fa a clubs, destacà a Union Douala, Diamant Yaoundé, Le Havre AC, Chênois, Vitória de Guimarães, Benfica e Castelo Branco, Ettifaq, Qatar SC, Perlis FA, Tiong Bahru United, Kuala Lumpur FA, Liaoning Tianrun i Sabah FA.